# Los adolescentes (canción)
«Los adolescentes» es una canción del grupo chileno Dënver, fue lanzado en su segundo álbum Música, gramática, gimnasia, fue lanzado en 2010.

## Video musical
El video musical para acompañar el lanzamiento de "Los adolescentes", fue lanzado por primera vez en YouTube el 21 de diciembre de 2010 un total de siete con diecinueve minutos.

## En la cultura popular
"Los adolescentes" fue usado en la promo del docu-reality de TVN 4.º Medio y también fue utilizada en varios episodios de Welcome TV en La pica de Uno de Radio Uno.